# Alytidae
Alytidae is een familie van kikkers (Anura). Er is nog geen Nederlandse naam voor de familie, die soms met vroedmeesterpadachtigen wordt aangeduid. De familie heeft de naam Alytidae gekregen, vroeger werd de naam Discoglossidae (schijftongkikkers) gebruikt. In sommige indelingen wordt ook het geslacht Bombina uit de familie Bombinatoridae tot de Alytidae gerekend. De groep werd voor het eerst wetenschappelijk beschreven door Leopold Fitzinger in 1843.
Er zijn twaalf soorten die voorkomen in Europa tot in noordelijk Afrika en Israël. Er zijn drie geslachten waarvan er twee niet op de soorten uit de derde lijken. Soorten uit het geslacht Alytes zijn gedrongen en hebben een wrattige huid, ze lijken op padden (Bufonidae). De Alytes-soorten staan bekend als de vroedmeesterpadden, vanwege de gewoonte van de mannetjes om de eieren rond de achterpoten te wikkelen en mee te nemen tot ze uitkomen. Uit de eitjes komen vervolgens kikkervisjes die nog niet op het land kunnen overleven, de mannetjes moeten de eitjes dus in het water afzetten.
Soorten uit de geslachten Latonia en schijftongkikkers (Discoglossus) lijken meer op echte kikkers (Ranidae) en hebben een gladdere huid, beter ontwikkelde springpoten en een meer gestroomlijnd lichaam. Ze worden zo genoemd vanwege de ronde tong (δίσκος, diskos = ronde schijf, γλώσσα, glōssa = tong).

## Taxonomie
Familie Alytidae
- Geslacht Alytes (Vroedmeesterpadden)
- Geslacht Discoglossus (Schijftongkikkers)
- Geslacht Latonia

### Uitgestorven families
De volgende uitgestorven geslachten behoren tot de familie Alytidae. De geslachten en hun soorten hebben geleefd tijdens het Krijt.
- Geslacht †Enneabatrachus
  - Soort †Enneabatrachus hechti
- Geslacht †Aralobatrachus
  - Soort †Aralobatrachus robustus
- Geslacht †Liaobatrachus
- Geslacht †Bakonybatrachus
  - Soort †Bakonybatrachus fedori
- Geslacht †Eodiscoglossus
  - Soort †Eodiscoglossus oxoniensis
  - Soort †Eodiscoglossus santonjae